# Місцевості Іжевська
Офіційно територія Іжевська поділяється на 5 міських районів, але історично місто має багато місцевостей, кожна з яких має власну історію та самобутність. Для легшого орієнтування всі мікрорайони подано за міськими районами:

## Індустріальний
- Буммаш
- Володимирський
- Культбаза
- Нові Ярушки
- Пазели
- Радіозавод
- Східний

## Ленінський
- Березовка
- Будівників
- Виємка
- Воложка
- Живсовхоз
- Залізничний
- Малинова Гора
- Машинобудівник
- Нові Парники
- Олександрово
- Полігон
- Радгосп Іжевський
- Радгосп Плодоягідний
- Татарбазар
- Трудпчела
- Шабердейка
- Шунди

## Октябрський
- 14 км
- Колтома
- Металург
- Нагірний
- Новий Ігерман
- Орловське
- Пентагон
- Північний
- Сотка
- Старий Ігерман
- Центр
- Чистопрудний

## Первомайський
- Болото
- Іподром
- Ключовий
- Люллі
- Медведєво
- Нафтомаш
- Південний
- Позим
- П'ятилітка
- Радгосп Металург
- Санаторій Металург
- Соцгород

## Устиновський
- Автозавод
- Старий Аеропорт
- Ворошилово
- Октябрі
- Смирново
- Старки
- Тонково
- Ярушки